# Liste in Eswatini vorhandener Dampflokomotiven
Dies ist eine Liste erhaltener Dampflokomotiven auf dem Gebiet von Eswatini.
Wie beim Großteil der Bahnen im südlichen Afrika wurden die Bahnstrecken Eswatinis mit der Spurweite 1067 mm errichtet.

## Lokomotiven mit Spurweite 1067 mm
| Foto | Nummer oder Name   | Bauart / Achsfolge | Hersteller               | Fabrik- nr. | Baujahr | Historie | Eigentümer / Betreiber / Strecke | Standort                      | Bemerkungen |
| ---- | ------------------ | ------------------ | ------------------------ | ----------- | ------- | -------- | -------------------------------- | ----------------------------- | ----------- |
|      | SR 2098            | 2' D 1'            | Maffei                   | 5643        | 1925    | ex SAR   |                                  | Sidvokodvo                    | [ 1 ]       |
|      | Hulett & Son No. 4 | C t                | Avonside Engine Co. Ltd. | 2018        | 1928    |          |                                  | Swaziland Technical Institute | [ 2 ] [ 3 ] |